# Maya Georgieva
Maya Vladimirova Georgieva (búlgar: Мая Владимирова Георгиева) (7 de maig de 1955, Sofia) fou una jugadora de voleibol de Bulgària. El seu cognom de casada era Stoeva (Стоева). Va ser internacional amb la Selecció femenina de voleibol de Bulgària. Va competir en els Jocs Olímpics d'Estiu de 1980 a Moscou en els quals va guanyar la medalla de bronze. Va jugar els cinc partits del campionat.